# Montmirail (Marne)
Montmirail je francouzská obec v departementu Marne v regionu Grand Est. Žije zde přibližně 3 600 obyvatel.

## Poloha obce
Leží u hranic departementu Marne a departementem Aisne, tedy i u hranic regionu Hauts-de-France s regionem Grand Est.

### Sousední obce
| Růžice kompasu | Dhuys et Morin-en-Brie (Aisne) |                 | Corrobert                | Růžice kompasu |
| Růžice kompasu |                                | Sever           | Vauchamps                | Růžice kompasu |
| Růžice kompasu | Montmirail                     |                 | Vauchamps                | Růžice kompasu |
| Růžice kompasu | Jih                            |                 | Vauchamps                | Růžice kompasu |
| Růžice kompasu | Mécringes                      | Le Gault-Soigny | Bergères-sous-Montmirail | Růžice kompasu |

## Vývoj počtu obyvatel
Počet obyvatel